# THE RADICAL SPIRIT
『THE RADICAL SPIRIT』（ジ・ラディカル・スピリット）は、米川英之の8枚目のオリジナル・アルバム。2018年11月22日リリース。

## 解説
- 全10曲収録。
- ON-LINE SHOP購入限定特典としてオフショットムービーアクセス権利（CD1枚につきカード1枚）を添付[2]。
- 本作リリースに伴いライブツアーが行われた。また同日より過去の全アルバム7作品及びシングル4作品がサブスクリプションサービスにて配信されることが告知された[3][4]。
  - なお、本アルバムは2020年3月4日より各ストリーミングサービス及び各サブスクリプションサービスにて配信開始。
- 初版プレス盤のジャケット及び歌詞カードに誤字があったため（以降のプレスには修正される）、訂正の告知がされた[5][6]。

## 収録曲
| 全作曲・編曲: 米川英之。 |                                              |              |            |
| #                        | タイトル                                     | 作詞         | 作曲・編曲 |
| 1.                       | 「Voyager」                                  | 米川英之     | 米川英之   |
| 2.                       | 「Bad Loser」                                | 五十嵐桃     | 米川英之   |
| 3.                       | 「RESILIENCE」                               | 青木久美子   | 米川英之   |
| 4.                       | 「ALRIGHT!!!!」                              | 六ツ見純代   | 米川英之   |
| 5.                       | 「My Own Road」(ホーンアレンジ：松木隆裕)    | 小田和奏     | 米川英之   |
| 6.                       | 「夜明け前〜Before Down〜」                  | 六ツ見純代   | 米川英之   |
| 7.                       | 「What's up?!」                              | 青木久美子   | 米川英之   |
| 8.                       | 「悲しみを忘れるメソドロジー」               | 麻田キョウヤ | 米川英之   |
| 9.                       | 「There is Light」(ホーンアレンジ：松木隆裕) | 青木久美子   | 米川英之   |
| 10.                      | 「DEAR MY BLUE」                             | 六ツ見純代   | 米川英之   |